# Siren reticulata
Siren reticulata også kendt som leopardål er en art vandlevende halepadde endemisk i det sydøstlige USA, første gang formelt beskrevet i 2018. Denne salamander er kun kendt fra tre lokaliteter i det sydlige Alabama og Florida panhandle (nordvestlige Florida) og er en af de største dyr i USA som er blevet opdaget i de sidste 100 år.
Den kan blive op til 60 cm.